# Gyula Horn
Gyula Horn (n. 5 iulie 1932, Budapesta, Regatul Ungariei – d. 19 iunie 2013, Budapesta, Ungaria) a fost prim-ministrul Ungariei din 15 iulie 1994 până la 6 iulie 1998.
În 1989 a avut un rol major în procesul de deschidere a „Cortinei de fier”, în Germania de Est, care a contribuit la reunificarea Germaniei.
Horn a primit numeroase premii pentru realizările sale în domeniul afacerilor externe, printre altele, Premiul Carol cel Mare din Aachen în 1990.

## Rolul său în 1956
Deși pachetul de austeritate fiscală aflat sub conducerea sa a erodat popularitatea sa, cea mai controversată parte a vieții sale este rolul său după revoluția din 1956, care a început la 23 octombrie și a fost zdrobită în zilele de după 4 noiembrie.
La sfârșitul lunii octombrie a intrat în Garda Națională, corpul armat al revoluției constând din soldați, polițiști și luptători pentru libertatea civică. În decembrie sa alăturat brigăzilor "pufajkás" (în limba germană Steppjackenbrigade), un organism paramilitar comunist înființat pentru a ajuta trupele sovietice invadatoare să restabilească regimul comunist și a slujit acolo până în iunie 1957. Rolul său presupus este controversat în anumite cercuri, deoarece astfel de echipe au fost acuzate de implicare în torturarea, hărțuirea și chiar executarea civililor în timpul și după revoltă.
Potrivit lui, fratele său mai mare a fost ucis de revoluționiști în timpul revoltei. Cu toate acestea, certificatul de deces al fratelui său declară că a murit într-un accident rutier din mediul rural. Fiica sa, sa născut la 30 octombrie. "Condițiile au fost rele, revolta a eliberat mulți criminali care au pus în pericol siguranța publică. În grupul pufajkás am apărat ordinea juridică", a declarat el pentru Die Welt 50 de ani mai târziu. "În primul rând, aș dori să clarific faptul că 1956 nu a fost o luptă împotriva comunismului, nici măcar rebelii nu au vrut să-l șteargă, acest lucru este prezentat incorect astăzi".
În calitate de prim-ministru a fost întrebat și criticat în această parte a vieții sale. Răspunsul său: „Am fost pufajkás. Și ce?”